# Podgaje (powiat buski)
Podgaje – wieś w Polsce, położona w województwie świętokrzyskim, w powiecie buskim, w gminie Busko-Zdrój.
| SIMC    | Nazwa        | Rodzaj    |
| ------- | ------------ | --------- |
| 0232526 | Błonie       | część wsi |
| 0232532 | Kozina       | część wsi |
| 0232549 | Pustka Dworu | część wsi |
| 0232555 | Skarysławice | część wsi |

W latach 1975–1998 miejscowość należała administracyjnie do województwa kieleckiego.